# Tullio Abelli
Tullio Abelli (Bricherasio, 26 aprile 1921 – Roma, 10 dicembre 1976) è stato un politico italiano.

## Biografia

### Carriera militare
Conseguì la maturità classica presso il Collegio Militare di Milano e fu ammesso all'Accademia di Artiglieria e Genio di Torino da dove uscì sottotenente. Venne poi assegnato alla Scuola di Paracadutismo di Sabaudia, inquadrata nella Divisione "Folgore". 
Con il grado di tenente e la qualifica di comandante di batteria mortai, partecipò alla battaglia di El Alamein rimanendo gravemente ferito e venendo decorato sul campo con la Medaglia d'Argento al Valor Militare.
Ricoverato presso l'Istituto Rizzoli di Bologna, subì tre operazioni e qui venne sorpreso dagli eventi dell'8 settembre 1943. Scelse di aderire alla Repubblica Sociale Italiana, arruolandosi volontario nella Xª Flottiglia MAS. Il 25 aprile 1945 fu avviato al campo di prigionia alleato di Coltano, dal quale riuscì ad evadere. Dopo un periodo di latitanza, godette dell’amnistia Togliatti e si stabilì a Torino. Si fece operare una quarta volta per sistemare le conseguenze delle ferite di guerra e si iscrisse al Politecnico di Torino.

### Impegno politico
Il suo impegno politico iniziò aderendo al Movimento Sociale Italiano, creato a Roma il 26 dicembre 1946, nello studio di Arturo Michelini, curando per primo l'organizzazione e la struttura del partito a Torino ed in Piemonte.
Fu vicesegretario nazionale del Movimento Sociale Italiano e membro della Camera dei deputati, venendo eletto in quattro legislature consecutive a partire dal 1963.
Morì all'età di 55 anni a seguito di un incidente, precipitando da una finestra al sesto piano, nel dicembre 1976 da deputato in carica; subentrò al suo posto in Parlamento Andrea Galasso.